# 再生産労働
再生産労働（さいせいさんろうどう）とは、直接生産活動に結びつかない、従って直接に報酬を受け取ることのない労働（間接的に報酬を受け取る労働）。

## 概要
生産活動が円滑に行われるための基盤を支える労働である。企業における総務・経理的な労働になぞらえられる。たとえば、専業主婦の家事、出産、育児のような仕事をいう。フランスの社会学者、ピエール・ブルデューの言葉
。現在ではマルクス主義フェミニズムの文脈で多用される。米語では「繁殖労働」を意味する言葉である。
イヴァン・イリイチは、これをシャドウ・ワークと呼び変えた。